# Rafael de Rafael
Rafael de Rafael y Vila (Barcelona, 1817-La Habana, 1882) fue un periodista y empresario español, emigrado a América.

## Biografía
Nacido el 20 de enero de 1817 en Barcelona, su padre, que ocupaba buena posición en el magisterio, falleció cuando Rafael contaba unos doce años de edad. Aprendió el oficio de tipógrafo, además de trabajar como corrector de pruebas y estilo. Emigrado a América, pasó por La Habana y después por los Estados Unidos, donde trabajó como tipógrafo en Filadelfia y Nueva York. Allí le fue encargada la parte técnica y administrativa de El Noticiero de Ambos Mundos, periódico redactado en castellano del que llegó a ser nombrado redactor jefe. En 1843 marchó a México a trabajar para el periódico e imprenta El Siglo XIX, diario liberal que abandonó para fundar un periódico titulado El Universal. Después de un tiempo de nuevo en los Estados Unidos, dirigió en Cuba los periódicos La Prensa y La Voz de Cuba. Una serie de artículos de Rafael en La Voz de Cuba aparecieron publicados bajo el título La masonería pintada por sí misma (1883), con prólogo de Antonio Juan de Vildósola. Descrito como un «ideólogo del conservadurismo mexicano», falleció el 28 de diciembre de 1882 en La Habana y sus restos mortales fueron trasladados al cementerio antiguo de su ciudad natal.